# Thomas George Bonney
Thomas George Bonney (Rugeley, 27 luglio 1833 – Cambridge, 10 dicembre 1923) è stato un geologo inglese, presidente della Geological Society of London.

## Biografia
Bonney nacque a Rugeley, nello Staffordshire, in Inghilterra, il figlio maggiore del reverendo Thomas Bonney, preside della Rugeley Grammar School. Suo zio era un esploratore australiano Charles Bonney, e uno dei suoi fratelli, Frederic Bonney, è ricordato per la sua fotografia ed etnologia in Australia. Thomas studiò alla Uppingham School e al St John's College di Cambridge, dove si diplomò come dodicesimo wrangler nel 1856, e fu ordinato l'anno successivo.
Dal 1856 al 1861 fu maestro di matematica alla Westminster School, successivamente si rivolse verso la geologia, concentrandosi principalmente sulle regioni alpine. Nel 1868 fu nominato tutore al St John's College di Cambridge e docente di geologia. La sua attenzione si rivolse in particolare allo studio delle rocce ignee e metamorfiche nelle regioni alpine e in varie parti dell'Inghilterra (ad esempio la lucertola in Cornovaglia, a Salcombe e nella foresta di Charnwood), il Galles e le Highlands scozzesi.
Dal 1877 al 1901 fu professore di geologia all'University College di Londra. Divenne segretario e poi presidente della Società geologica di Londra (1884-1886), e anche membro; segretario della British Association (1881-1885) e il suo presidente per l'anno 1910-1911; presidente della Mineralogical Society. Fu presidente del Club Alpino, 1881-1883. Nel 1887, Bonney fu nominato canonico onorario di Manchester.
Fu eletto membro della Royal Society il 6 giugno 1878. Morì a Cambridge il 10 dicembre 1923. Il lago Bonney in Antartide porta il suo nome.

## Pubblicazioni
- Cambridgeshire Geology (1875)
- The Story of our Planet (1893)
- Charles Lyell and Modern Geology (1895)
- Ice Work, Past and Present (1896)
- Volcanoes (1899).

Oltre a molti articoli pubblicati sul periodico Quarterly Journal of the Geological Society e Geological Magazine, ha scritto diversi lavori popolari sulle regioni alpine, sul paesaggio inglese e gallese, nonché su temi teologici
- Memories of a long life, Cambridge, Metcalfe, 1921, OCLC 4338105.
- T. G. Bonney, Annals of the Philosophical Club of the Royal Society, London, The MacMillan & Co. Ltd., 1919, OCLC 1829655. URL consultato il 22 settembre 2008.